# Ревбинці
Ре́вбинці — село в Україні, у Золотоніському районі Черкаської області. Входить до складу Іркліївської сільської громади. Розташоване за 12 км від селища Чорнобай. Площа населеного пункту — 455,19 га. Чисельність населення — 624 особи, 402 садиби. Село розташовано на березі річки Ірклій.

## Походження назви
Назва, очевидно походить від імені першого поселенця Ревби, хоча існує ще одна версія, що ім'я першого поселенця звали Ребрій. Винекло поселення на вільних військових землях, і першими його поселенцями були вихідці із запорізького реєстрового козацтва.

## Історія
Перша документальна згадка про Ревбинці датується 1730 роком.
За Гетьманщини село Ревбинці входило до складу Іркліївської сотні Переяславського полку, та з 1757 року, у відновленій Канівецькій сотні того ж полку.
З 1762 року у селі церква Іоанна Богослова.
Зі скасуванням полкового устрою на Лівобережній Україні, Ревбинці у 1781 році ввійшли до Городиського повіту Київського намісництва.
За описом Київського намісництва 1781 року в Ревбинцях було 147 хат. За описом 1787 року в селі проживало 449 душ. Було у володінні різного звання «казених людей», козаків і власника: бунчукового товариша Максима Требинського.
У ХІХ ст. Ревбинці були у складі Золотоніського повіту Полтавської губернії.
Село є на мапі 1812 року.
У 1910 р. з 377 господарств 341 було козацьке, 27 селянських та інших станів. У селі проживало 1995 осіб з 1977 десятинами орної землі.
З 1923 р. Ревбинці увійшли до Іркліївського району і налічували 542 господарства з 2430 десятинами землі. Цього ж року була організована сільськогосподарська артіль «Червона нива», а 1929 р. — 3 колгоспи: «Червона сім;я», «Вічне життя», «Нове життя», які у 1931 р. об'єдналися в один «Перемога», що в 1933 р. розділено на 2 — «Перемога» та ім. Кагановича. У 1937 р. у селі почав діяти ФАП.
Під час німецько-радянської війни було мобілізовано 612 жителів села, 178 осіб загинуло на фронтах. Визволили село гвардійці 35-ї танкової бригади 3-го механізованого корпусу Степового фронту. 115 Фронтовиків відзначені урядовими нагородами. У пам'ять про загиблих встановлено обеліск Слави і пам'ятник солдату-визволителю.
У серпні 1950 року колгосп села Ревбинці укрупнено в одне господарство — колгосп ім. Щорса, з 2000 р. КСП ім. Щорса реорганізовано в СТОВ ім. Щорса. Господарство має зерновий та м'ясно-молочний напрям.

## Сучасність
Діють Будинок культури на 350 місць, дошкільний заклад, НВК, ФАП, відділення зв'язку, філія Ощадбанку, історико-краєзнавчий музей (1200 експонатів) та зала бойової слави.
Село електрифіковано та газифіковано, забезпечено водопостачанням; жителів обслуговує телефонна станція на 150 номерів.

## Природно-заповідні об'єкти
Біля села розташовано гідрологічний заказник місцевого значення Ревбинський.

## Відомі особистості
В поселенні народився:
- Собко Павло Іванович (1988—2022) — громадський діяч, солдат Збройних сил України, учасник російсько-української війни.
- Топчій Василь Васильович (* 1959) — український правник.

## Галерея

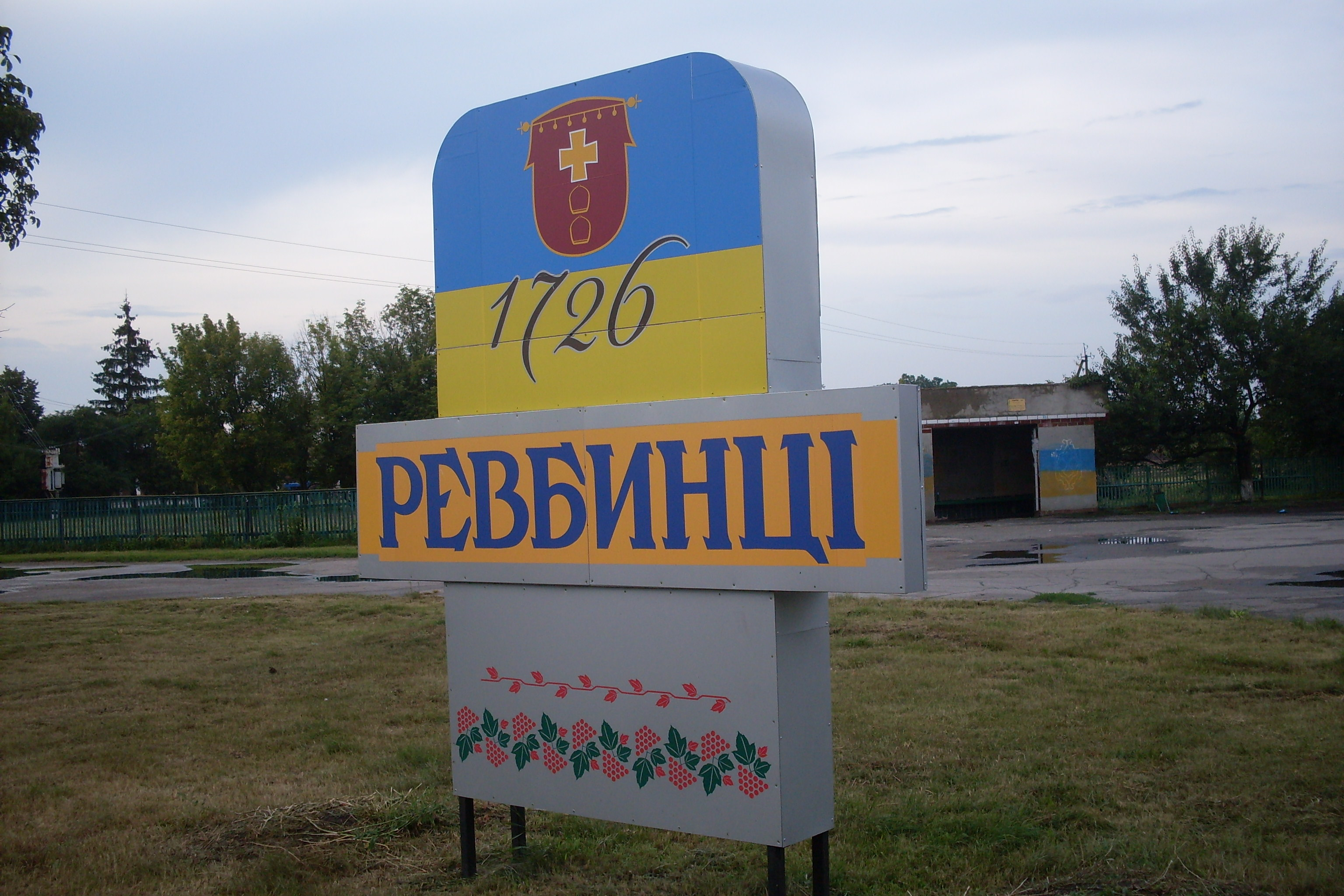
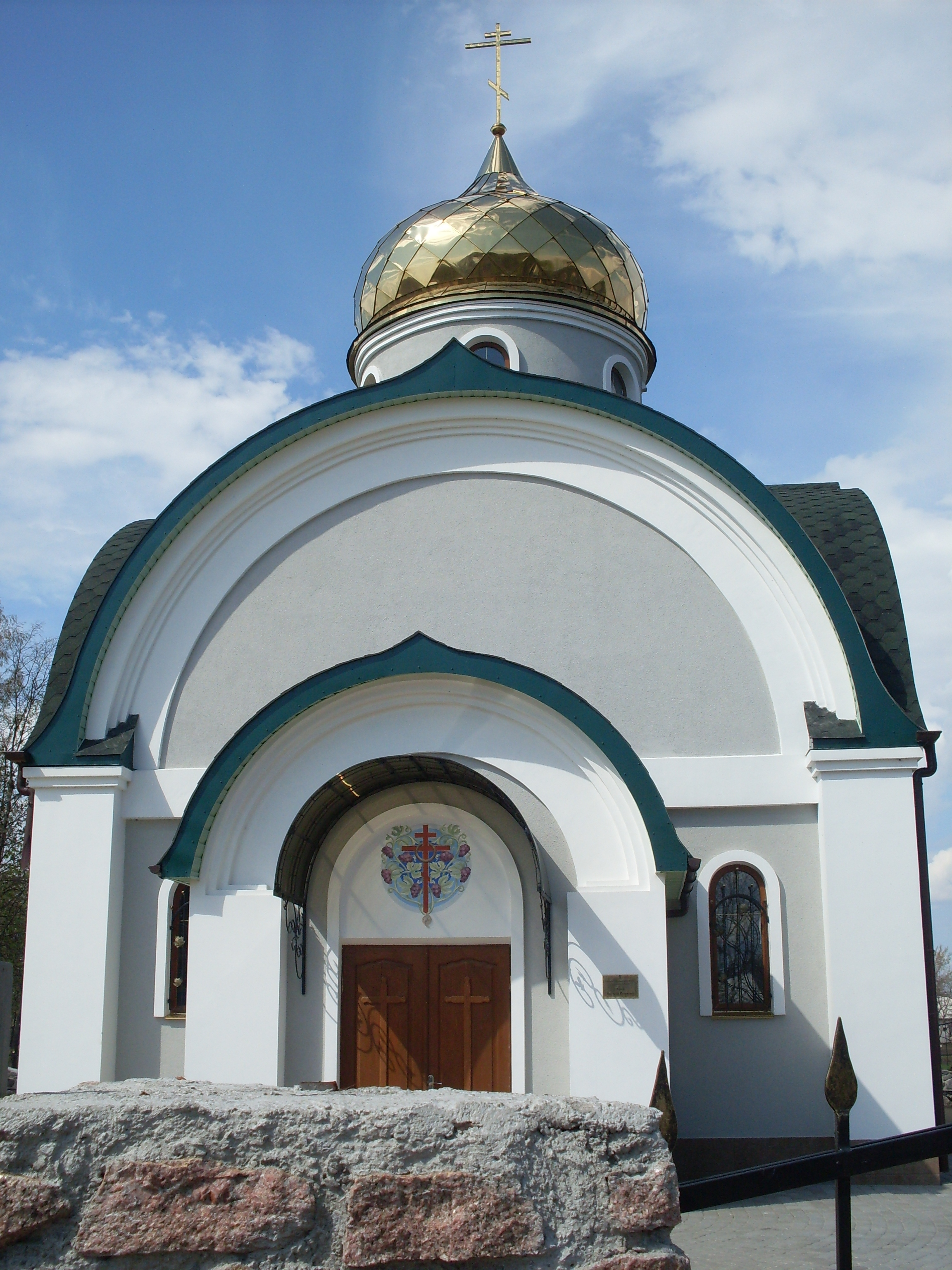
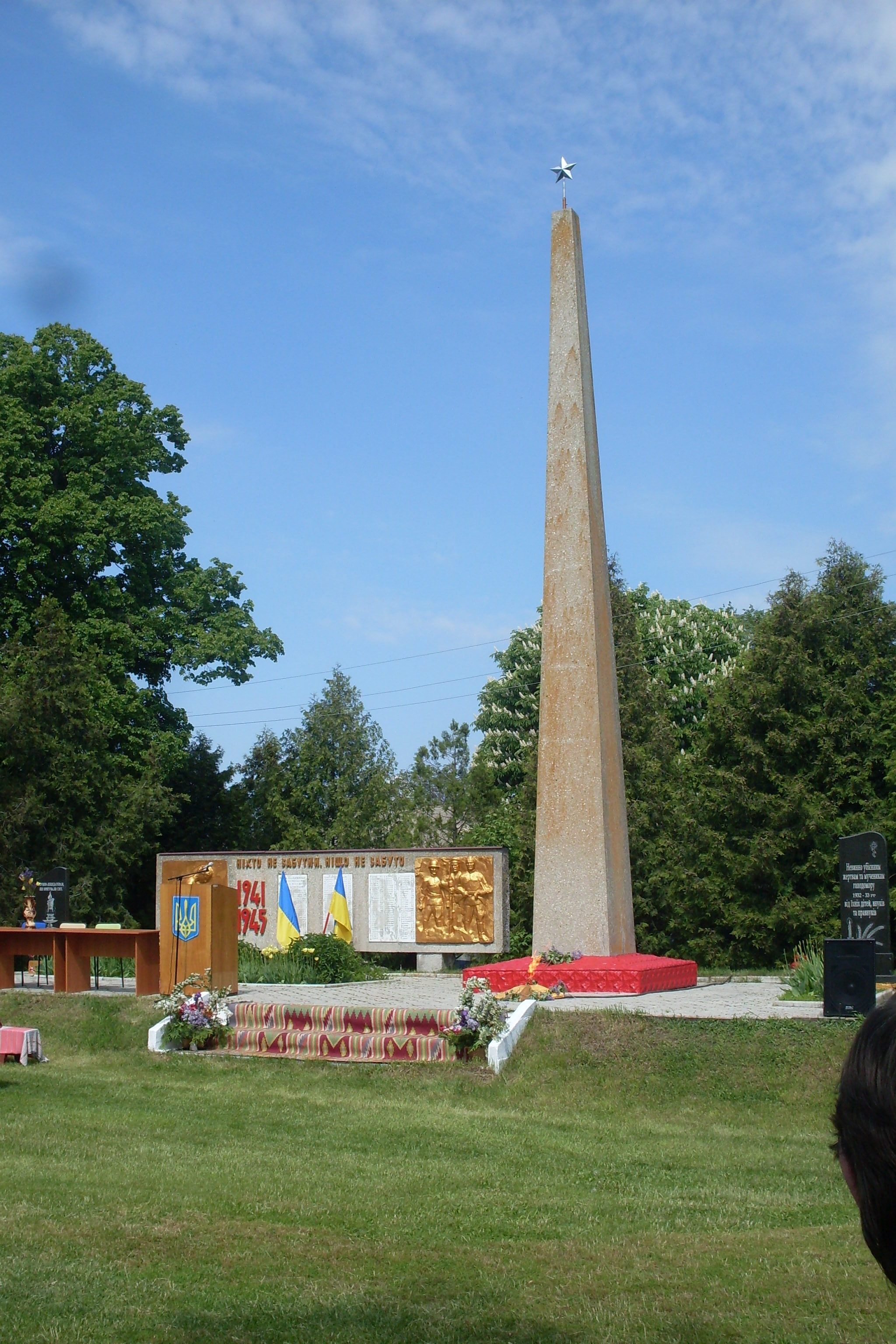
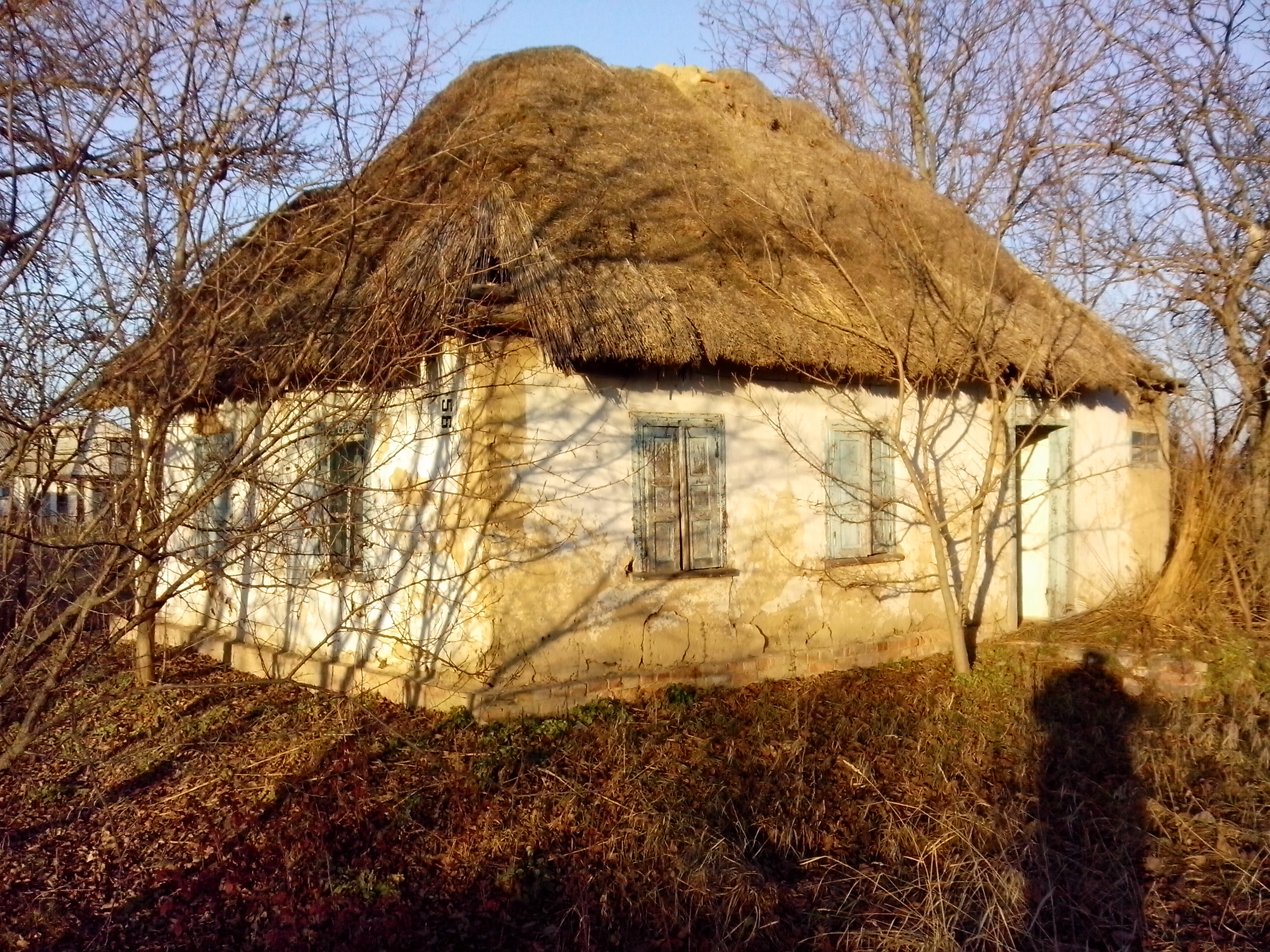
Стара хата